# Mulsanteus grandis
Mulsanteus grandis là một loài bọ cánh cứng trong họ Elateridae. Loài này được Faldermann miêu tả khoa học năm 1836.